# Korbacz (bat)
Korbacz (karbacz) – rodzaj bata na krótkim trzonku, za pomocą którego wymierzana była chłosta. 
Zwany także kańczugiem i harapem. Chłosta nim była najczęściej stosowaną karą w prawie wiejskim. 
Nazwa pochodzi z  tureckiego: kırbaç – bat, knut. Za pośrednictwem niem. Karbatsche przeniknęło do francuskiego jako cravache..